# Enrique Sdrech
Enrique Osvaldo Sdrech, conocido como el "Turco" Sdrech (Buenos Aires, 14 de enero de 1928 - Buenos Aires 23 de agosto de 2003) fue un periodista argentino.

## Trayectoria
En la década del ‘40 militó en la Juventud Socialista y colaboró en el semanario "La Vanguardia" . Es autor de gran cantidad de crónicas y considerado como uno de los últimos cronistas policiales de la vieja época.
Fue durante años colaborador del diario El Mundo. En 1953 trabajó en el desaparecido diario "Crítica". Desde 1956 hasta su muerte trabajó en el Diario Clarín siguiendo de cerca los casos criminales más resonantes de la Argentina. Entre 1974 y 1975, dirigió la agencia de noticias Télam. Creó y dirigió la revista Pistas, desaparecida a finales de los ‘90. 
Entró a trabajar a Canal 13 en 1990 y estuvo en TN desde el inicio de la señal en junio de 1993 donde varios programas de televisión lo hicieron muy popular como conductor. Además de cronista y columnista en noticieros de El Trece y Todo Noticias.    
Recibió amenazas telefónicas y, en 1996, balearon su casa con disparos de Itaka. Tenía, también, en uno de sus antebrazos, la marca de un balazo durante una cobertura en una villa.
Murió el 23 de agosto de 2003 como consecuencia de un cáncer, después de una carrera de más de medio siglo en la cobertura de casos policiales.
Después de agosto de 2003, el noticiero del mediodía El noticiero de Santo conducido por Santo Biasatti y Silvia Martínez Cassina, el espacio de policiales quedó vacante después de su fallecimiento.

## Libros y Revistas
- Esta es mi verdad (1983) Suplemento N°2 Radiolandia 2000 Sergio Mauricio Schoklender
- 37 puñaladas para Oriel Briant (1986).
- ¿Quién degolló a Silvia  Cicconi? (1986)
- Giubileo un caso abierto (1986)
- Crímenes impunes (1991)
- El hombre que murió dos veces (1994)
- Grandes Hechos Policiales (1996)
- Cabezas. Crimen, mafia y poder (1997) Con Norberto Colominas.
- Pistas (1997-1999)
- Crímenes Famosos 50 años de Investigación Periodística (2001)
- Seis balas para María Martha: el crimen del country (2004)

## Noticieros y Programas propios
TV Aire Canal 13
- Telenoche (1990-2003)
- El noticiero de Santo  (1998-2003)

TV Cable Todo Noticias TN
- Identikit (1993)
- Prontuario (1994-1996)
- Cámara del Crimen (1997-2000)
- Investigación Sdrech (2000-2003)